# Statue de Francesco Filippini
 (juin 2023).
Si vous disposez d'ouvrages ou d'articles de référence ou si vous connaissez des sites web de qualité traitant du thème abordé ici, merci de compléter l'article en donnant les références utiles à sa vérifiabilité et en les liant à la section « Notes et références ».
La Statue de Francesco Filippini est une buste  en bronze réalisé en 1895 par Paul Troubetzkoy.

## Description
Le Buste de Francesco Filippini a été exposé à la Galerie d'art moderne de Milan.